# 長谷川健志
長谷川 健志（はせがわ けんじ、1960年4月4日 - ）は、日本のバスケットボール指導者。元男子日本代表ヘッドコーチ。

## 略歴
青山学院大学卒業後、NIKE入社。1989年青山学院大学バスケットボール部男子監督に就任し、インカレ優勝を含めファイナル4進出7回、関東大学リーグ戦優勝5回、関東大学選手権大会優勝5回、全日本大学バスケットボール選手権大会優勝4回のチームに成長させた。また、日本学生選抜監督、ジョーンズカップ日本代表監督、ユニバーシアード日本代表コーチを歴任、2007年夏季ユニバーシアード（バンコク大会）日本代表監督を務めた。2013年10月の東アジア競技会でも日本代表チームを指揮した。
2014年男子日本代表監督に就任。2014年アジア大会での20年ぶりの銅メダル獲得や、2015年アジア選手権での18年ぶりのベスト4進出などを達成し2016年リオデジャネイロオリンピック世界最終予選に出場したが、オリンピック出場権の獲得はならなかった。
2016年11月30日付けで、任期の2018年3月を待たずに任期途中での解任となった。解任の理由は、「東京五輪に向けて、新たな再スタートを切りたいと思います」という協会側の方針理由だった。
2017年、Bリーグ・栃木ブレックスHCに3年契約で就任。しかしながら自身の体調不良で11月10日付で退任した。

## 著書
- 『DVD上達レッスンバスケットボール』 成美堂出版 （2007年） ISBN 4415300324